# Sentence of Death
Sentence of Death – debiutancki minialbum niemieckiego zespołu thrash metalowego Destruction wydany 10 listopada 1984 roku przez Steamhammer/SPV.

## Lista utworów
1. "Intro" - 1:14
2. "Total Desaster" - 4:06
3. "Black Mass" - 4:00
4. "Mad Butcher" - 3:31
5. "Satan’s Vengeance" - 3:16
6. "Devil" s Soliders" - 3:26

## Skład zespołu
- Marcel „Schmier” Schirmer – wokal i gitara basowa
- Mike Sifringer – gitara
- Thomas "Tommy" Sandmann – perkusja